# Ciclismo nos Jogos Pan-Americanos de 2019 - Perseguição por equipes feminino
A competição de perseguição por equipes feminino foi um dos eventos do ciclismo nos Jogos Pan-Americanos de 2019, em Lima. Foi disputada no Velódromo de la Villa Deportiva Nacional nos dias 1 e 2 de agosto.

## Calendário
Horário local (UTC-5).
| Data        | Horário | Fase          |
| ----------- | ------- | ------------- |
| 1 de agosto | 11:05   | Qualificação  |
| 1 de agosto | 18:28   | Primeira fase |
| 2 de agosto | 18:33   | Final         |

## Medalhistas
| Ouro   | USA Kimberly Geist Christina Birch Lily Williams Chloe Dygert       |
| Prata  | CAN Erin Attwell Miriam Brouwer Maggie Coles-Lyster Laurie Jussaume |
| Bronze | COL Lina Hernández Jessica Rojas Lina Zapata Jannie Zambrano        |

## Recordes
Recordes mundial e pan-americano antes da disputa dos Jogos Pan-Americanos de 2019.
| Tipo                             | Atleta      | Tempo    | Local          | Data                 |
| -------------------------------- | ----------- | -------- | -------------- | -------------------- |
|                                  | Reino Unido | 4:10.236 | Rio de Janeiro | 13 de agosto de 2016 |
| Recorde dos Jogos Pan-Americanos | Canadá      | 4:19.664 | Toronto        | 17 de julho de 2015  |

## Resultados

### Qualificação
| Colocação | Nacionalidade      | Ciclista                                                        | Tempo    | Notas |
| --------- | ------------------ | --------------------------------------------------------------- | -------- | ----- |
| 1         | USA Estados Unidos | Kimberly Geist Christina Birch Lily Williams Chloe Digert       | 4:28.186 | Q     |
| 2         | CAN Canadá         | Erin Attwell Miriam Brouwer Maggie Coles-Lyster Laurie Jussaume | 4:29.145 | Q     |
| 3         | MEX México         | Lizbeth Vazquez Sofia Navarro Jessica Escapite Yuli Osuna       | 4:37.879 | Q     |
| 4         | COL Colômbia       | Lina Hernández Jessica Rojas Lina Zapata Jannie Zambrano        | 4:39.523 | Q     |
| 5         | CHI Chile          | Victoria Retamal Denisse Riquelme Aranza Sánchez Paula Sánchez  | 4:46.776 | Q     |
| 6         | CUB Cuba           | Yumari Valdivieso Iraida Ocasio Idaris Trujillo Jeydy Bernal    | 4:51.742 | Q     |
| 7         | ECU Equador        | Leslye Rivera Miryam Padilla Dayana García Ariadna Terán        | 5:04.560 | Q     |
| 8         | PER Peru           | Angie Bustamante Luddy Quispe Romina Ilizarbe Cinthya Rodríguez | 5:09.577 | Q     |

### Primeira fase
As vencedoras das eliminatórias 3 e 4 classificaram-se à final. As seis equipes restantes foram classificadas de acordo com o tempo marcado na primeira fase 
| Colocação | Bateria | Nacionalidade      | Ciclista                                                        | Tempo    | Notas |
| --------- | ------- | ------------------ | --------------------------------------------------------------- | -------- | ----- |
| 1         | 1       | CUB Cuba           | Yumari Valdivieso Iraida Ocasio Idaris Trujillo Jeydy Bernal    | 4:47.309 |       |
| 2         | 1       | ECU Equador        | Leslye Rivera Miryam Padilla Dayana García Ariadna Terán        | 4:58.333 |       |
| 1         | 2       | CHI Chile          | Victoria Retamal Denisse Riquelme Aranza Sánchez Paula Sánchez  | 4:46.886 |       |
| 2         | 2       | PER Peru           | Angie Bustamante Luddy Quispe Romina Ilizarbe Cinthya Rodríguez | 5:11.653 |       |
| 1         | 3       | CAN Canadá         | Erin Attwell Miriam Brouwer Maggie Coles-Lyster Laurie Jussaume | 4:29.145 | QO    |
| 2         | 3       | MEX México         | Lizbeth Vazquez Sofia Navarro Jessica Escapite Yuli Osuna       | 4:36.673 | QB    |
| 1         | 4       | USA Estados Unidos | Kimberly Geist Christina Birch Lily Williams Chloe Digert       | 4:28.186 | QO    |
| 2         | 4       | COL Colômbia       | Lina Hernández Jessica Rojas Lina Zapata Jannie Zambrano        | 4:40.046 | QB    |

### Final

#### Disputa pelo bronze
| Colocação         | Nacionalidade | Ciclista                                                  | Tempo    | Notas |
| ----------------- | ------------- | --------------------------------------------------------- | -------- | ----- |
| Medalha de bronze | COL Colômbia  | Lina Hernández Jessica Rojas Lina Zapata Jannie Zambrano  | 4:36.256 |       |
| 4                 | MEX México    | Lizbeth Vazquez Sofia Navarro Jessica Escapite Yuli Osuna | OVL      |       |

#### Disputa pelo ouro
| Colocação        | Nacionalidade      | Ciclista                                                        | Tempo    | Notas |
| ---------------- | ------------------ | --------------------------------------------------------------- | -------- | ----- |
| Medalha de ouro  | USA Estados Unidos | Kimberly Geist Christina Birch Lily Williams Chloe Digert       | 4:24.099 |       |
| Medalha de prata | CAN Canadá         | Erin Attwell Miriam Brouwer Maggie Coles-Lyster Laurie Jussaume | 4:27.799 |       |

Legenda
| Recorde mundial                  | Recorde mundial (World record)               |                       | Recorde africano                      | Recorde africano (African) |                                           | Q | Classificado por posição (Qualified) |
| Recorde dos Jogos Pan-Americanos | Recorde pan-americano (Pan-American record)  | Recorde da América    | Recorde da América (Americas)         | q                          | Classificado por melhor tempo (Qualified) |   |                                      |
| Melhor marca do ano              | Melhor marca do ano (World leading)          | Recorde asiático      | Recorde asiático (Asian)              | DNS                        | Não largou (Did not start)                |   |                                      |
| Recorde nacional                 | Recorde nacional (National record)           | Recorde europeu       | Recorde europeu (European)            | DNF                        | Não terminou (Did not finish)             |   |                                      |
| Recorde pessoal                  | Recorde pessoal do atleta (Personal best)    | Recorde da Oceania    | Recorde da Oceania (Oceania)          | DSQ / DQ                   | Desclassificado (Disqualified)            |   |                                      |
| Recorde da temporada             | Recorde da temporada do atleta (Season best) | Recorde sul-americano | Recorde sul-americano (South America) | NM                         | Sem marca (No mark)                       |   |                                      |